# Corythosaurus
Corythosaurus („ještěr s přilbou“) byl poměrně velkým kachnozobým dinosaurem (jak jsou populárně nazýváni ptakopánví dinosauři z čeledi Hadrosauridae). Žil na území západu dnešní Severní Ameriky v období pozdní křídy (asi před 76 miliony let).

## Popis
Dospělý Corythosaurus byl dlouhý zhruba 8 metrů a jeho hmotnost dosahovala přibližně 2800 kg. Druh C. intermedius byl o trochu menší, dosahoval délky kolem 7,7 metru a hmotnosti asi 2500 kilogramů. Fosilie tohoto hadrosaurida pocházejí ze známého severoamerického souvrství Judith River, jež je datováno do období geologického věku kampán (asi před 80 až 73 miliony let). Objeveny byly v kanadské provincii Alberta, stejně jako další fosilie, spadající do sedimentů v souvrství Dinosaur Park a souvrství Oldman.

## Paleoekologie
Tento dinosaurus tedy žil zhruba 10 milionů let před vymřením svých posledních neptačích příbuzných. Předpokládá se také, že korytosaurus žil ve stádech stejně jako většina hadrosauridů. Tím pádem by jeho hřeben mohl sloužit jako dorozumívací prostředek s ostatními členy stáda. Je také velmi pravděpodobné, že u samců byl hřeben mnohem větší než u samic, takže měl i rozpoznávací a signalizační funkci.

## Válečné ztráty fosilií
První světová válka kupodivu postihla i zkameněliny tohoto dinosaura. V prosinci roku 1916 byl v rámci námořní blokády spojeneckých (dohodových) lodí potopen kanadský parník SS Mount Temple, převážející možná nejkrásnější fosílie těchto hadrosauridů, zachovaných i se zkamenělými otisky kůže. Převáženy byly z místa objevu v kanadské provincii Albertě do Londýna pro tamní přírodovědecké muzeum.